# Antonio Campolo
Antonio Campolo (Montevideo, 8 de febrer de 1897 - ibídem, 22 de maig de 1959) va ser un futbolista internacional uruguaià.

## Trajectòria
Conegut amb el sobrenom de Giroba, va jugar amb el Club Atlético Peñarol de 1918 a 1930, al costat d'Isabelino Gradín i de José Piendibene. Els aurinegros van guanyar el campionat uruguaià de futbol el 1918, 1921, 1926, 1928 i 1929.
Internacional amb l'Uruguai des de 1918, va guanyar la Copa Amèrica de futbol de 1920 i va acabar tercer el 1921. Campolo també va formar part de la selecció nacional de l'Uruguai durant els Jocs Olímpics d'estiu de 1928, on l'equip va obtenir la seva segona medalla d'or.